# Rebecca Weidmo Uvell
Anna Emelie Rebecca Alexandra Weidmo Uvell, född 10 december 1975 i Hammarby församling i Stockholms län, är en svensk civilekonom, bloggare, skribent och borgerlig samhällsdebattör. 

## Biografi
Uvell har en ekonomie magisterexamen från 2001 vid Handelshögskolan vid Göteborgs universitet. Hon arbetade därefter som mediesäljare ett kort tag innan hon gick vidare till en tjänst som key account manager på bank, och började i maj 2006 som marknadschef på Magasinet Neo där hon arbetade fram till 2008. 
Under 2008 och 2009 arbetade hon som projektledare för regeringsprojektet Märkesåret 1809, för att uppmärksamma 200 år sedan delningen av Sverige och Finland.  
Från 2011 till 2013 var hon krönikör på Aftonbladet Debatt. Hon har även varit krönikör i Borås tidning och Dagens Samhälle.
Sedan 2014 har Uvell arbetat som opinionsbildare med eget företag och startade i slutet av samma år poddradioprogrammet Borgarbrackor. År 2015 efterträdde hon Martin Borgs som Slöseriombudsman. 2015 var hon vikarie på Dagens Industris  ledarredaktion. Under 2016 och 2017 gav hon ut två böcker, Vad håller ni på med? (eget förlag) samt Nätsmart – en guide till påverkan genom sociala medier (Calidris Förlag).

### Blogg
Rebecca Weidmo Uvells blogg på uvell.se som startades i augusti 2014. Uvell Holding har via Hans och Barbara Bergströms stiftelse The Hans och Barbara Foundation mottagit gåvor under ett par år, vilket uppmärksammades i samband med ett avslöjande gällande att stiftelsen hade finansierat konspiratorisk och högerextrem media.

### Politisk gärning
Inför riksdagsvalet 2022 meddelade Uvell att hon ämnade kandidera för Moderaterna i valet. Hon kom på femte plats i provvalet i Stockholms kommuns valkrets, men efter att ha blivit placerad på plats 19 i valberedningens förslag drog hon tillbaka sin kandidatur i protest och meddelade att hon lämnade partiet. Mellan februari 2021 och valet 2022 drev hon podden Radio Kamrat, för att uppmärksamma kommunismens historia i Sverige och globalt. Enligt egen utsago startade hon podden som en del i sin kandidatur till riksdagen för Moderaterna, men lade podden på is efter att hon dragit tillbaka sin kandidatur. Podden återuppstod sedan i samarbete med den konservativa tankesmedjan Oikos och fortsatte komma med avsnitt fram till valet.

### Privatliv
Rebecca Weidmo Uvell är gift med opinionsbildaren Markus Uvell.